# Sampe Raya
Sampe Raya is een bestuurslaag in het regentschap Langkat van de provincie Noord-Sumatra, Indonesië. Sampe Raya telt 2521 inwoners (volkstelling 2010).